# Falkirk
Falkirk (em gaélico escocês: An Eaglais Bhreac, significando literalmente A igreja colorida, referindo-se a uma igreja construída com pedras de diversas cores) é uma cidade no centro da Escócia, a noroeste de Edimburgo e a nordeste de Glasgow, sede da Área de Conselho que leva seu nome, Falkirk.
De acordo com o censo de 2007, a população da cidade era de 34 071 habitantes. Entretanto, da Área de Conselho de Falkirk, incluindo cidades como Grangemouth, Larbert e Stenhousemuir, tem uma população de 150 700 habitantes.
A cidade fica na junção do Canal de Forth e Clyde e do Canal Union, uma localização que promovel o crescimento de Falkirk como o centro da indústria pesada durante a Revolução Industrial. Nos séculos XVIII e XIX Falkirk foi o centro de uma grande pólo industrial de ferro e aço sustentado pela Carron Company que se desenvolvu próxima à cidade. Nos últimos 50 anos, mais ou menos, a indústria pesada teve um declínio e a economia da cidade tem se orientado para a prestação de serviços.
Hoje em dia, Falkirk é o principal centro comercial e administrativo de sua região. Áreas atrativas em torno de Falkirk incluem Falkirk Wheel, ruínas de Antonine wall e Callendar House.